# چیشما (شهرستان کارماسکالینسکی، باشقیرستان)
چیشما (انگلیسی: Chishma, Karmaskalinsky District, Republic of Bashkortostan) یک شهرک در شهرستان کارماسکالینسکی استان باشقیرستان کشور روسیه است.